# Melania Gaia Mazzucco
Melania Gaia Mazzucco (nascida em 6 de outubro de 1966)  é uma autora italiana. Ela recebeu o Prêmio Strega e o Prêmio Bagutta .

## Educação e carreira
Mazzucco formou-se no Centro Sperimentale di Cinematografia em 1990 e na Universidade Sapienza de Roma em História da Literatura Moderna e Contemporânea em 1992. Na década de 1990, ela escreveu vários roteiros antes de publicar seu primeiro romance, Il bacio della Medusa, em 1996.
Seu romance de 2003, Vita, recebeu o Prêmio Strega, o principal da literatura italiana. O romance conta a história de duas crianças de uma aldeia rural italiana, Diamante de doze anos e Vita de nove, que emigram para Nova York. Foi traduzido para o inglês por Virginia Jewish .
Uma adaptação cinematográfica do romance de 2005 de Mazzucco , Un giorno perfetto, foi lançada em 2008. Foi dirigido por Ferzan Özpetek e participou do 65º Festival Internacional de Cinema de Veneza .